# Caloris Planitia
Caloris Planitia (lateinisch calor, Genitiv: caloris, = Wärme, Hitze und planitia = Fläche, Ebene, also etwa „Hitze-Ebene“ oder „Hitze-Becken“) ist mit 1550 km Durchmesser das größte Einschlagbecken auf dem Planeten Merkur.
Die Caloris Planitia wurde so benannt, weil, durch die Resonanz zwischen Merkurs Rotations- und Bahnbewegung, bei jeder zweiten Passage des sonnennächsten Punktes der Umlaufbahn die Längenposition des Beckens zur Sonne ausgerichtet ist.

## Beschreibung
Das Caloris-Becken wurde wahrscheinlich durch den Einschlag eines Asteroiden mit etwa 100 km oder gar 150 km Durchmesser vor 3,9 Milliarden Jahren gebildet; vermutlich drang dieser tief in die Merkurkruste ein, wobei möglicherweise Mantelgesteine freigelegt wurden. Man nimmt an, dass durch die Energie des Einschlags ungefähr 500.000 km² Gelände der gegenüberliegenden Seite des Planeten aufbrach, so dass sich dort Berge mit über 1.800 m Höhe auffalteten. Der Impakt war so heftig, dass durch die seismischen Schwingungen um den Ort des Einschlags mehrere konzentrische Ringwälle aufgeworfen wurden und aus dem Innern des Planeten Lava austrat. 
Das in seinem Inneren ziemlich flach gegliederte, riesige und kreisförmige Becken, das sich nördlich des Äquators befindet, wird von den Caloris Montes begrenzt, ein unregelmäßiger Gebirgsring (oder eine Gebirgskette), dessen Gipfel nur etwa 1 km bis 2 km Höhe erreichen.
Das Innere des Beckens wurde anscheinend von dem Magma aus der Tiefe aufgefüllt, ähnlich wie die Marebecken des Mondes. Diese Lavaebenen haben eine eigenartig runzelige Textur, die bislang nur vom Merkur bekannt ist, und weisen deutlich weniger Krater auf, als andere Merkurregionen. Den Boden des Beckens prägen viele konzentrische Furchen und Grate, die an eine Zielscheibe erinnern und ihm Ähnlichkeit mit dem annähernd vergleichbar großen Multiringsystem auf dem Mond geben, in dessen Beckenzentrum das Mare Orientale liegt.